# Bačatskij
Bačatskij è una cittadina della Russia siberiana meridionale (oblast' di Kemerovo); appartiene amministrativamente al distretto urbano della città di Belovo.
Presso la cittadina è attiva un'importante miniera di carbone.